# Santuario di Santa Maria dell'Impruneta
Il santuario di Santa Maria dell'Impruneta si trova all'Impruneta in provincia di Firenze. Si tratta forse del più importante santuario nel contado fiorentino, grazie alla veneratissima immagine della Madonna dell'Impruneta, a cui sono legati vari eventi prodigiosi e la protezione sulla città di Firenze. Storicamente patronato dalla famiglia Buondelmonti, il santuario venne spesso abbellito dai granduchi medicei e lorenesi, facendone una delle più splendide basiliche del granducato. Tuttavia un bombardamento nel 1944 danneggiò l'interno in maniera irreparabile, e nel dopoguerra si decise di restaurare l'edificio in un più sobrio stile neorinascimentale. Si sono invece salvate le ricchissime dotazioni della basilica, che oggi si trovano in larga parte esposte nell'attiguo Museo del Tesoro di Santa Maria dell'Impruneta. 

## Storia

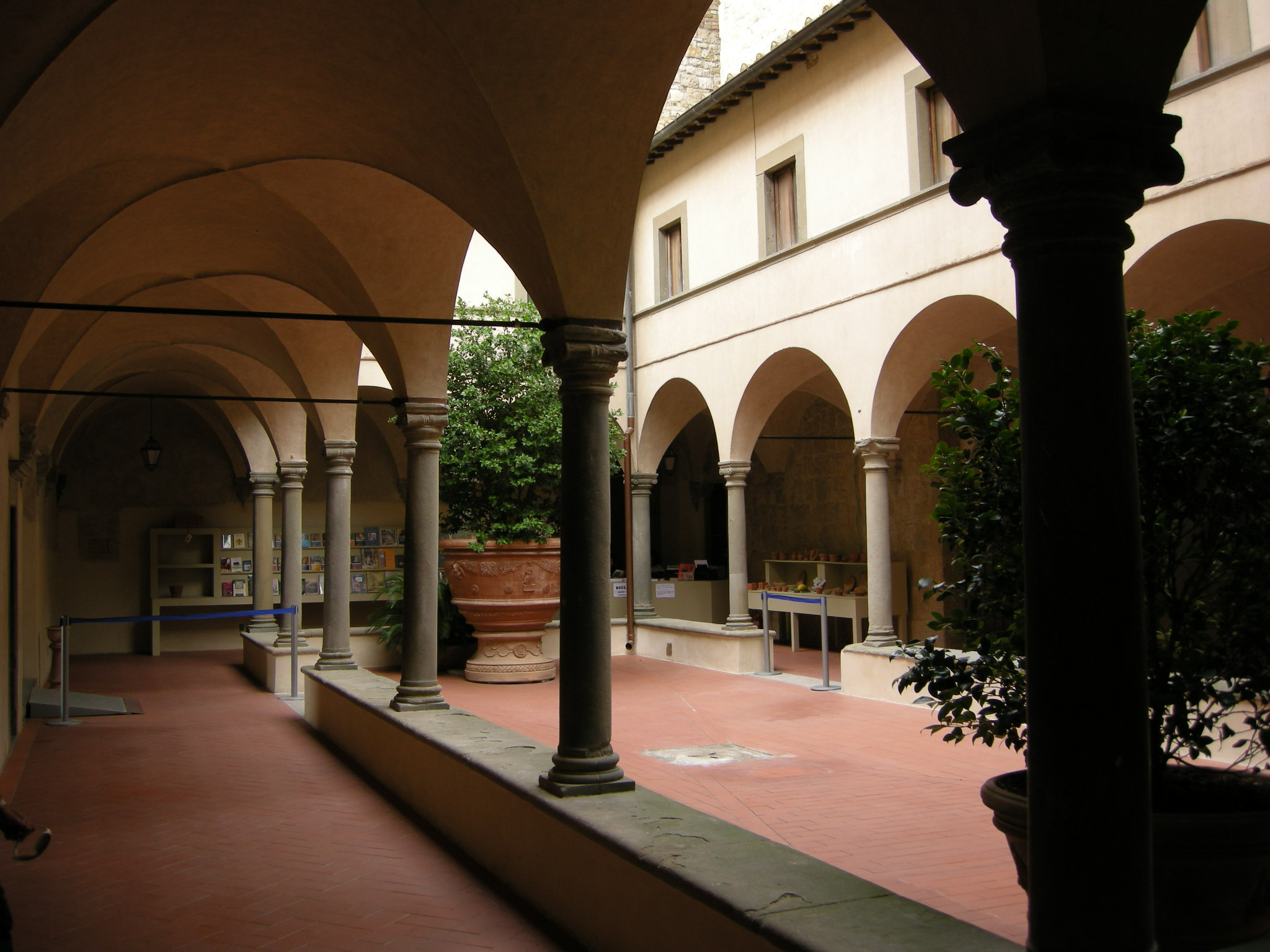
Il chiostro piccolo

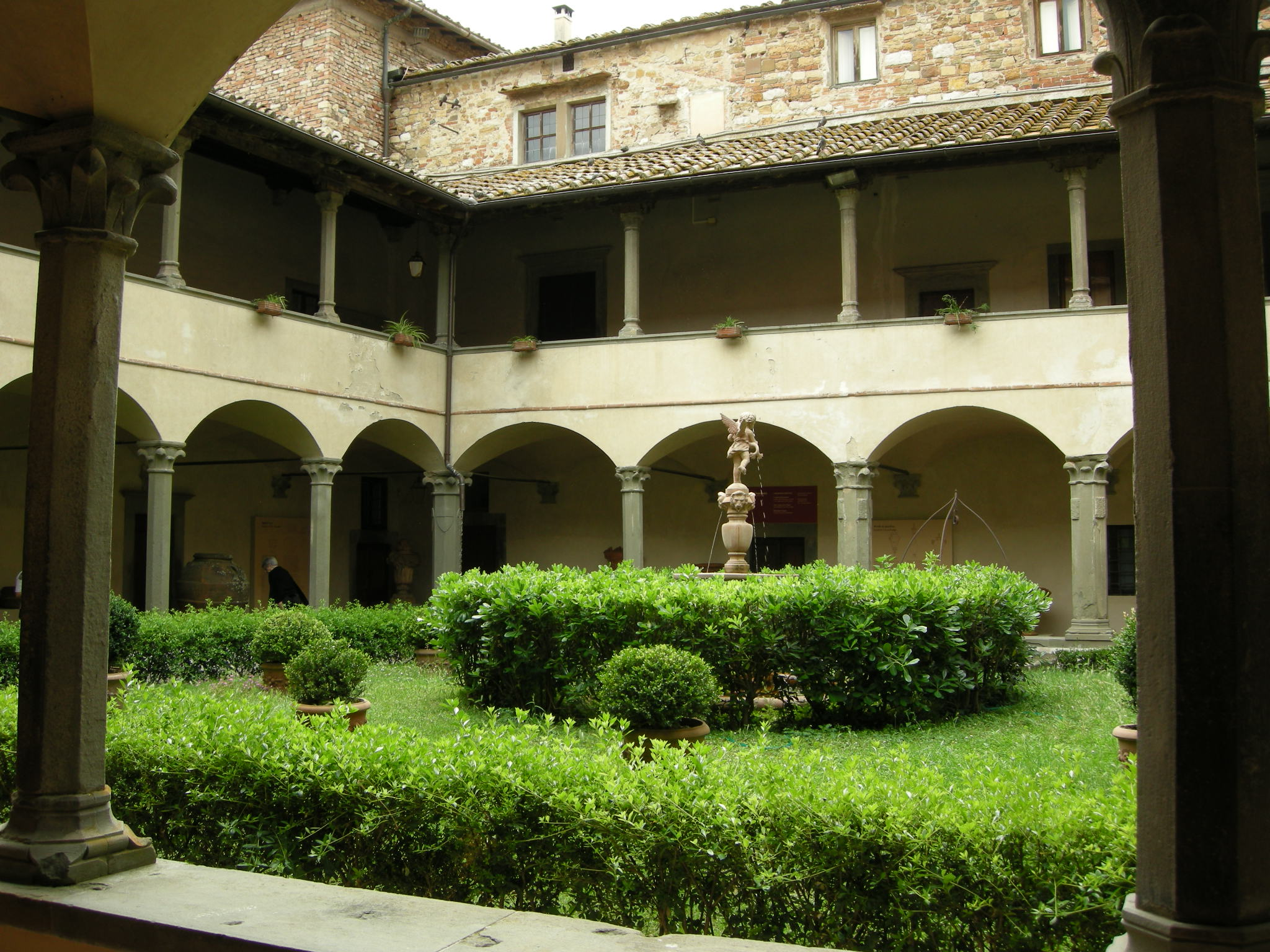
Il chiostro grande

All'origine della chiesa vi è il miracoloso ritrovamento dell'immagine. Si narra infatti che, quando si decise di costruire un tempio in onore della Vergine, le mura che venivano innalzate di giorno si disfacevano durante la notte. Le pietre furono allora caricate su un carro e quando i buoi si fermarono e si inginocchiarono si cominciò a scavare, ritrovando la sacra immagine. Tale narrazione è ripresa in un bassorilievo quattrocentesco attribuito a Pasquino da Montepulciano, che costituisce il prototipo iconografico di tutte le incisioni dedicate alla Vergine.
Santa Maria all'Impruneta nasce come pieve, collocata su un antico tracciato viario, sul posto di un antico pagus, molto probabilmente su un insediamento religioso pagano. Con l'eccezione della falsa donazione di Carlo Magno all'abbazia di Nonantola datata 774, il più antico documento è un'offerta di beni infra teriturio de plebi sancte Marie sito Pinita redatta nella Badia Fiorentina l'11 maggio 1032. In facciata è posta una lapide che ricorda la sua consacrazione avvenuta il 3 gennaio 1059 per incarico di papa Niccolò II. In quell'occasione l'edificio probabilmente venne profondamente rinnovato, risulta anche che vi venne redatto un atto notarile in data 13 novembre 1074.
Fin dalla sua fondazione la chiesa fu sede di un capitolo di sacerdoti; alla pieve furono concessi privilegi da Niccolò II, privilegi che vennero confermati nel 1156 al pievano Ugo da papa Adriano IV. Le decime pagate dalla pieve nel 1276 e nel 1302 dimostrano che era ricchissima; in entrambe le occasioni paga oltre cento lire di tasse. La pieve ottenne altri privilegi da papa Niccolò IV nel 1291. Nel 1331 papa Giovanni XXII ignorando i diritti dei Buondelmonti, patroni della chiesa, conferì la pieve al cardinale Orsini, ma il cardinale non poté prendere possesso della pieve perché fu respinto e costretto a rifugiarsi nella torre campanaria dal popolo in armi sobillato dai Buondelmonti.
Nel 1340 il pievano Stefano Buondelmonti fondò la "Compagnia della Beata Vergine Maria" e negli anni successivi avviò i lavori di ricostruzione e ampliamento della chiesa che si conclusero alla fine del XIV secolo. La chiesa fu eretta a propositura durante il plebanato di Antonio degli Agli (1439-1477). Per adeguare l'edificio alla nuova carica vennero effettuati dei lavori che comportarono la fortificazione del complesso e l'apertura del chiostro piccolo; i lavori si conclusero nel 1468 e in quell'occasione fu ottenuta un'indulgenza papale. Nel 1591 i Buondelmonti realizzarono accanto alla cripta il proprio sepolcreto e nel 1593 finanziarono i lavori all'interno della chiesa che portarono alla realizzazione di due cappelle ai lati del coro.
Il portico in facciata fu costruito nel 1634 su progetto di Gherardo Silvani e tra il 1653 e il 1670 venne sistemata la piazza antistante con la costruzione dei loggiati. Nel 1718 venne realizzata la copertura lignea del soffitto da Alessandro Saller.

Altri lavori furono effettuati tra il 1891 e 1893 ma queste opere furono vanificate dal terremoto del 1895 che procurò alla chiesa ingenti danni. Nel diario del pievano di allora si legge che: 
Il restauro fu effettuato dall'ingegner Olinto Squarcialupi e furono apposte delle catene di ferro al campanile e agli edifici del complesso.
La pieve venne bombardata e danneggiata in modo gravissimo nella notte tra il 27 e il 28 luglio 1944: crollò il soffitto e andò perduta praticamente tutta la navata centrale. Anche il tempietto della Madonna fu devastato, ma la sacra immagine era stata nel frattempo trasferita a Firenze in un'ambulanza della Misericordia. I lavori di restauro diretti dall'architetto Guido Morozzi terminarono nel 1955; in quell'occasione venne restaurata anche la cripta.

## Il culto della Vergine dell'Impruneta

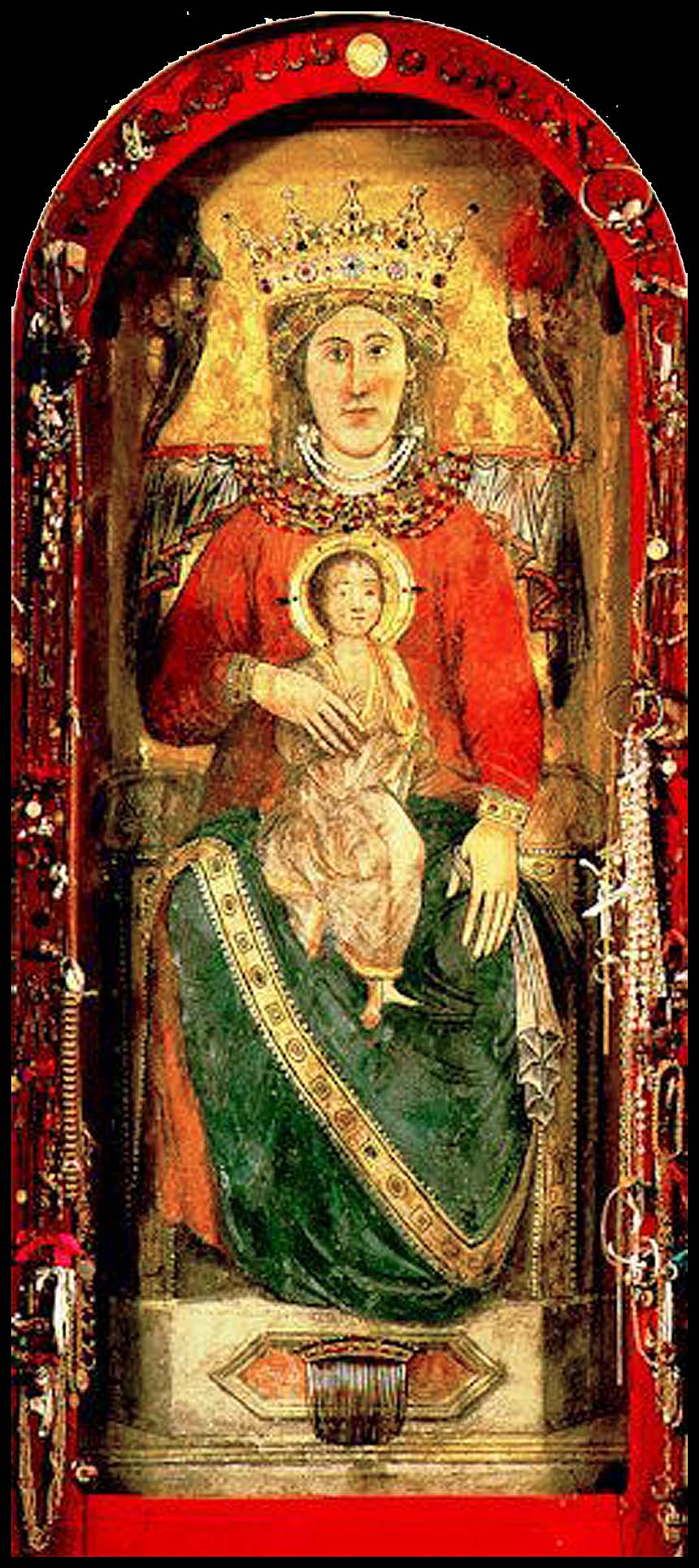
Madonna dell'Impruneta

La Madonna dell'Impruneta, sebbene non sia rammentata per particolari miracoli, è al centro di un sentito e devotissimo culto popolare, tanto da fare della chiesa uno dei più importanti dei santuari mariani d'Italia, probabilmente il più antico in Toscana.
Il culto della Madonna dell'Impruneta s'innestò su un più antico culto pagano locale. Scavi archeologici effettuati nel Novecento hanno dimostrato che sul luogo su cui sorge la basilica, in epoca etrusca era presente un santuario dedicato a un culto delle acque. Il santuario era collegato a una fonte, ritenuta miracolosa, che venne chiusa nel 1445. 
Il culto della Madonna dell'Impruneta quale protettrice delle acque si affermò dalla seconda metà del XIV secolo. Dopo la disastrosa alluvione del 4 novembre 1333 la Madonna venne più volte chiamata a intercedere per la regolazione delle piogge e soprattutto delle acque del fiume Arno. La prima processione con la quale la Madonna venne portata a Firenze risale al 1354. Da allora, sebbene sempre velata, la Madonna dell'Impruneta fu portata spesso in processione sotto un baldacchino, dall'Impruneta fino alla chiesa fiorentina di San Felice in Piazza; in alcuni casi veniva esposta, con al seguito le più importanti magistrature della città e il clero nella piazza della Signoria. Testimonianze delle processioni sono rimaste nelle cronache di Matteo Villani nel 1354, di Luca Landucci nel 1444, di Bernardo Segni verso il 1550. Una processione speciale venne effettuata nel 1529 alla vigilia dell'assedio degli Imperiali.

### Iconografia della Madonna dell'Impruneta
La vicenda dell'immagine della vergine è molto complessa. Il dipinto viene attribuito, per tradizione popolare, alla mano dell'evangelista Luca, che per tradizione viene riconosciuto quale pittore di molte immagini sacre. Il dipinto sarebbe giunto in Italia via mare dall'Oriente per poi essere nascosto durante le persecuzioni e infine ritrovato nei campi circostanti.
L'immagine sacra è stata per secoli nascosta alla vista e il dipinto attuale non è quello originario. La prima versione sarebbe stata dipinta da un pittore fiorentino dell'XI secolo (sebbene la tavola sia stata ridipinta nel XIII secolo ) conosciuto come Luca Santo, così chiamato perché molto devoto. Secondo alcuni studiosi l'immagine sacra in origine non sarebbe stato un dipinto ma un bassorilievo in terracotta.
I problemi nacquero alla metà del Settecento quando il reggente lorenese per la Toscana, il conte di Richecourt, volle vedere l'immagine che stava al centro di un culto così sentito. In previsione della vista del conte il pievano volle sincerarsi dello stato del dipinto e una volta tolti le mantelline che la coprivano al presule apparve solo una tavola scura e sbiadita, in pratica illeggibile. Preoccupato che il conte vedendo lo stato dell'immagine vietasse un culto fervido ma soprattutto florido venne incaricato il pittore Ignazio Hugford di ridipingere l'immagine. Il pittore avrebbe preso a modello la Madonna a mosaico che sta nella scarsella del battistero di Firenze. Grazie a questo espediente il culto della Madonna fu autorizzato a continuare e l'immagine venne più volte esposta al pubblico. Il culto dell'immagine ha il suo culmine nel mese di ottobre quando a Impruneta viene organizzata la celebre fiera.

## Descrizione
La chiesa attualmente si presenta secondo la veste datale nella seconda metà del XIV secolo dal pievano Stefano quando in virtù dell'aumentata fama della Madonna dell'Impruneta la chiesa venne allargata sul lato sinistro fino a farle assumere un impianto a navata unica.

### Esterno
In facciata è posto un portico sovrastato da un salone progettato e realizzato nel 1634 da Gherardo Silvani, il portico venne realizzato quale ringraziamento per l'intervento della Madonna che avrebbe debellato l'epidemia di peste del 1630. Sulla sinistra c'è una torretta, risalente al XVIII secolo con orologio mentre sulla destra si staglia una torre campanaria merlata risalente al XIII secolo; la torre campanaria è uno dei pochi resti della pieve romanica e per più della metà della sua altezza non presenta alcuna apertura tranne che per il portale alla sua base, mentre gli ultimi quattro piani sono scanditi da ordini di monofore alternati a bifore divise da monolitiche colonne; la cima del campanile presenta una merlature frutto del restauro del XIX secolo.
All'interno del porticato sono poste delle lapidi che attestano la consacrazione dell'edificio (1059-1060), la riconsacrazione nel 1950. Vi sono anche una scultura del XIII secolo raffigurante la Madonna col Bambino tra i santi Giovanni Battista ed Evangelista e, sopra il portale principale gli stemmi dei Buondelmonti (XV secolo) e di papa Leone X (in ricordo della visita del pontefice al santuario nel 1515).

### Interno

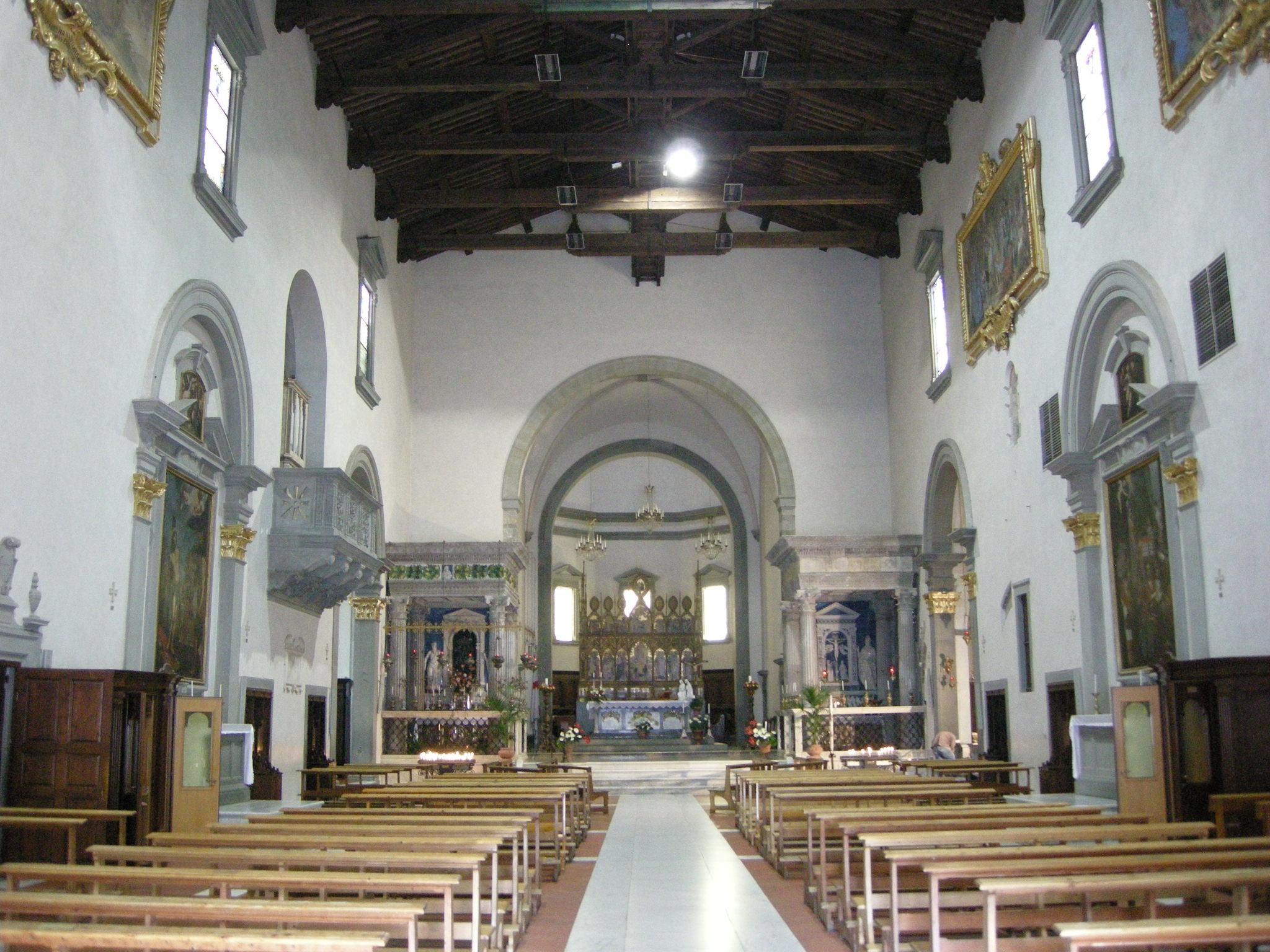
Interno

L'interno è a una navata ed è stato rifatto in stile rinascimentale dopo che venne quasi completamente distrutto nel bombardamento del 1944. In quell'occasione non vennero ricostruiti gran parte degli elementi barocchi che lo distinguevano in precedenza come ad esempio il soffitto settecentesco in legno intagliato. Nella controfacciata è posto l'organo realizzato tra il 1532 e il 1535 da fra Bernardo di Argenta e la cantoria (1717-1722). Nei pressi dell'ingresso sono le due acquasantiere in marmo che datate 1542 quella di destra e 1637 quella di sinistra. 
Ai lati della navata sorgono quattro altari. Il primo altare sulla destra contiene il Martirio di san Lorenzo, opera di Cosimo Gamberucci mentre il secondo altere di destra la Natività della Vergine, opera del 1602 realizzata dal Passignano. Il primo altare sulla sinistra contiene la Vocazione di san Pietro, opera del 1606 dell'Empoli, mentre il secondo altare di sinistra presenta il Martirio di san Sebastiano, opera del 1618 di Matteo Rosselli.
Sul lato destro della chiesa è collocata la tomba del pievano Antonio degli Agli, costituita da un sepolcro in marmo, sormontato dal tondo con la Madonna col Bambino della bottega di Benedetto da Maiano.
In epoca recente all'interno della chiesa sono state ricollocate cinque dell otto tele settecentesche raffiguranti i miracoli della Vergine che un tempo erano poste sulle pareti laterali e nella controfacciata. Le tele sono: Peste bovina di Giovanni Domenico Ferretti, Rinvenimento della Sacra Immagine e Processione a Firenze di Pietro Santi Bambocci, Cessazione di una continua pioggia, anche questa attribuita al Ferretti, e infine Battaglia di Pietro Pertichi.
Il battistero è posto dopo il primo altare di sinistra. All'interno sono il fonte battesimale datato 1590, una tela raffigurante il Battesimo di Cristo del XVI secolo e un rilievo del Battesimo di Cristo sul fonte stesso, riferibile a un'opera più antica, del Trecento.
L'altare maggiore è in marmo bianco e verde e risale all'epoca romanica. È ornato da un polittico datato 1375 e terminato nel 1384 attribuito a Pietro Nelli con la collaborazione di Niccolò di Pietro Gerini. Il polittico venne gravemente danneggiato nell'ultima guerra; sottoposto a restauri e ricomposto raffigura la Madonna col Bambino e Apostoli; nelle cuspidi sono le Storie della Vergine mentre nella predella sono le Storie di Cristo.
Nel presbiterio fa bella mostra un coro con gli stalli intarsiati e datato 1522.

#### Le edicole
L'interno fu arricchito dai due tempietti gemelli eretti da Michelozzo e decorati da Luca della Robbia, simili a quello della Santissima Annunziata a Firenze.

##### Il tempietto della Madonna

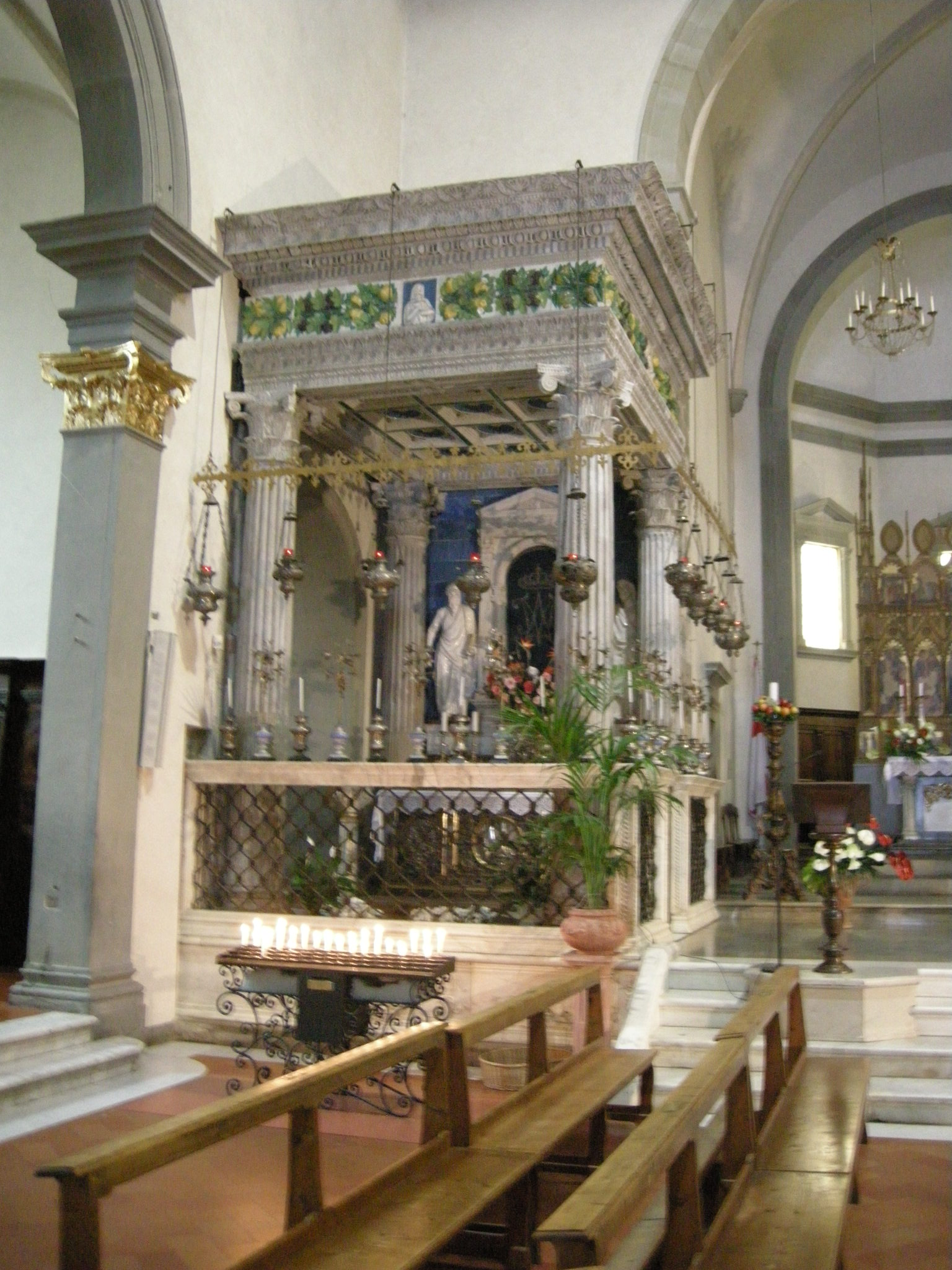
Tempietto della Vergine

Il tempietto della Vergine, o meglio la cappella della Madonna, è quella posta sulla sinistra. È così chiamata perché custodisce la sacra immagine della Madonna dell'Impruneta - una tavola del XIII secolo in gran parte ridipinta da Ignazio Hugford nel 1758. Ai lati della sacra immagine sono poste le terrecotte robbiane raffiguranti i Santi Pietro e Paolo. L'altare della Madonna presenta al centro il ciborio in argento con il Ritrovamento della Sacra Immagine. Il ricchissimo paliotto in argento, dono di Cosimo III venne eseguito nel 1714 dagli orafi granducali Cosimo Merlini il giovane e Bernardo Holzmann su disegno di Giovan Battista Foggini, e sostituì quello marmoreo attribuito a Pasquino da Montepulciano, oggi nel Museo del Tesoro.

##### Il tempietto del Santissimo Sacramento

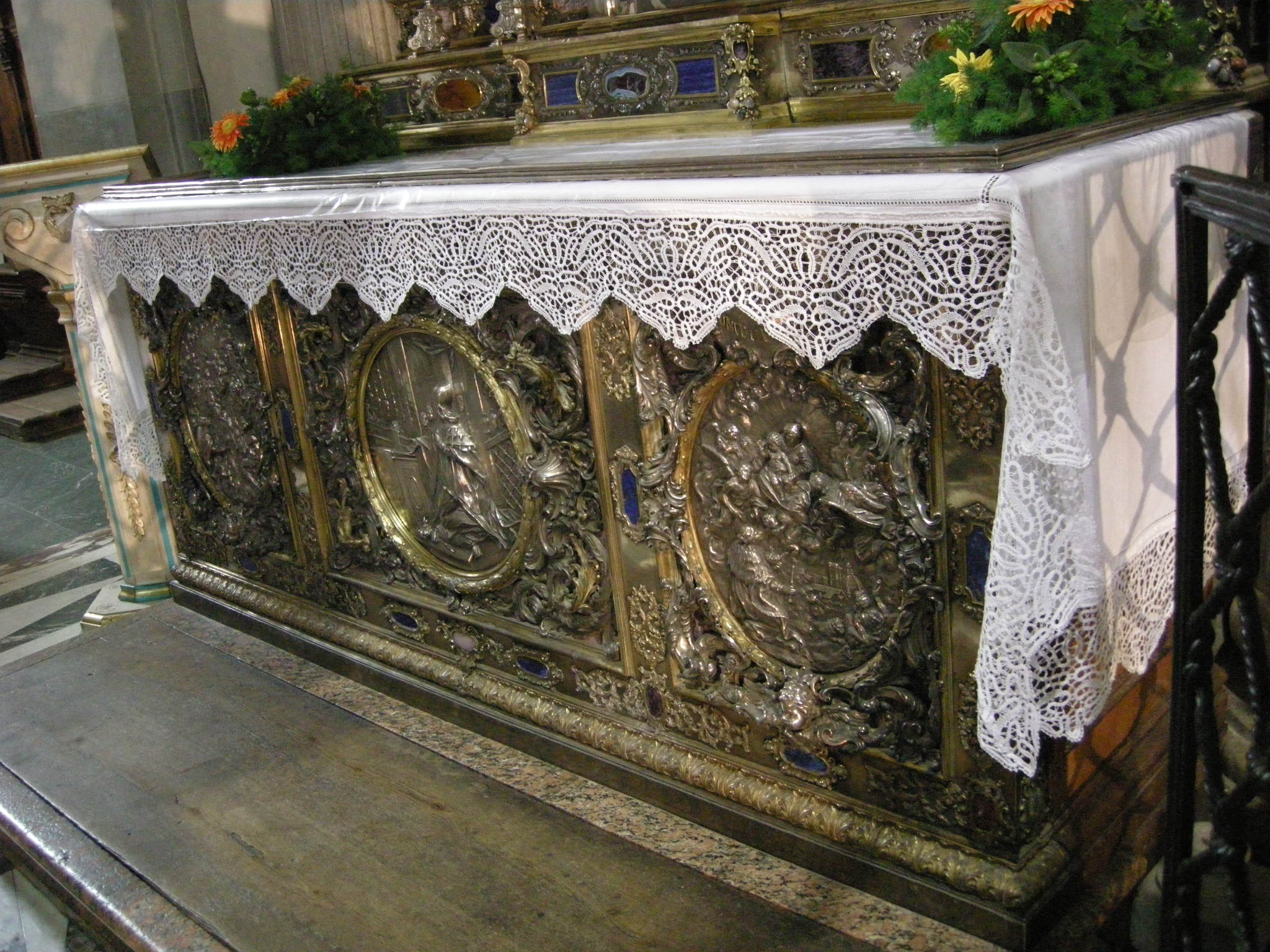
L'altare argenteo

L'altro tempietto, destinato a custodire il Santissimo Sacramento, è posto sulla destra ed è conosciuto anche come Cappella della Croce. Porta questo nome perché custodiva una reliquia della Vera Croce donata al santuario da Pippo Spano, il condottiero appartenente alla famiglia degli Scolari, parenti stretti dei Buondelmonti (il relativo reliquiario è oggi nel Museo). All'altare presenta una terracotta robbiana raffigurante la Crocifissione con ai lati le statue di San Giovanni Battista e di San Romolo, e un paliotto seicentesco. Nell'attiguo coretto si trova la grata in bronzo dorato eseguita nel 1636 da Cosimo Merlini il Vecchio.

#### Coretti
I coretti sono due cappelle che si trovano rispettivamente a lato delle edicole. Nel primo sono la Trinità datata 1418 opera di Mariotto di Nardo e la Bolla di papa Leone X del 1513, mentre gli stalli risalgono al XVI secolo; nel secondo si trova il Crocifisso opera di Felice Palma, una grata di Cosimo Merlini già nel tempietto della Madonna, e il monumento sepolcrale del vescovo Antonio degli Angli, risalente al 1470.

#### Compagnia di San Sebastiano
Si accede alla compagnia da un corridoio posto tra il primo e il secondo altare della navata sinistra. All'altare della compagnia è posta la tavola raffigurante la Madonna con i santi Rocco, Sebastiano e i confratelli, opera di Giovanni Bilivert.

### I chiostri
Si accede ai chiostri da un portale quattrocentesco posto sotto il porticato in facciata.

#### Primo chiostro
Il primo chiostro venne realizzato durante il plebanato di Antonio degli Agli ed è in stile michelozziano.

#### Secondo chiostro e cripta
Il secondo chiostro è più antico e risale al XIV secolo. Dal chiostro si può accedere a un vasto ambiente coperto a volta che viene chiamato Sala d'Armi dei Buondelmonti. 
Dal chiostro si accede anche alla cripta. È un piccolo ambiente absidato posto in corrispondenza della zona centrale del presbiterio. L'interno è diviso in tre navate con colonne di arenaria concluse da capitelli sormontati da pulvini. Nella cripta sono stati collocati resti di un ambone del XII secolo, scoperti durante i restauri dopo l'ultima guerra.

#### Sepolcreto dei Buondelmonti
Dalla cripta si accede la sepolcreto della famiglia Buondelmonti. Il sepolcreto venne costruito nel 1611 e le salme erano poste in posizione seduta all'interno di nicchie.

## Antico piviere dell'Impruneta
- chiesa di San Martino a Strada;
- chiesa di Santa Lucia a Montauto;
- chiesa di San Pietro a Doglia;

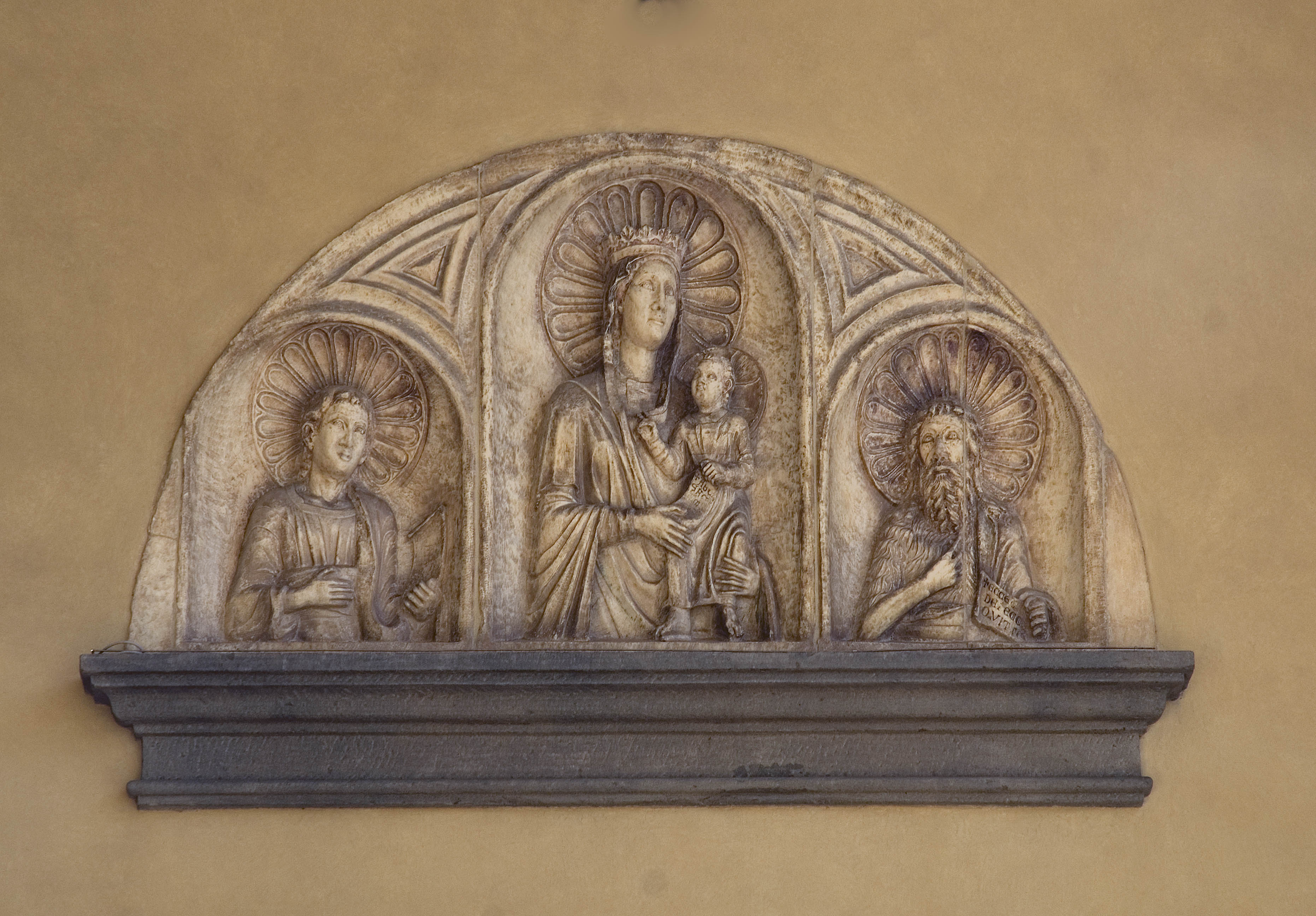
Scultura del XII secolo, situata nel portico

- chiesa di Santo Stefano a Pozzolatico;
- chiesa di San Pietro a Montebuoni;
- chiesa di San Martino a Bagnolo;
- chiesa di San Pietro in Jerusalem;
- chiesa di Sant'Andrea a Luiano;
- chiesa di San Romolo de' Bosti;
- chiesa di San Miniato a Quintole;
- chiesa di San Cristoforo a Strada;
- chiesa di San Giorgio a Poneta;
- chiesa di San Giusto a Mezzana, ossia a Ema;
- chiesa di Santa Maria a Carpineta;
- chiesa di Sant'Ilario a Pitigliolo;
- chiesa di Santa Cristina a Pancole;
- chiesa di San Lorenzo in Collina;
- chiesa di San Lorenzo alle Rose;
- chiesa di San Martino a Cofferi;
- chiesa di San Michele a Nizzano;
- oratorio del Crocifisso a Montoriolo;
- romitorio di Santo Stefano a Bifonica;
- chiesa di San Pietro a Montecchio.